# 澳門演藝學院

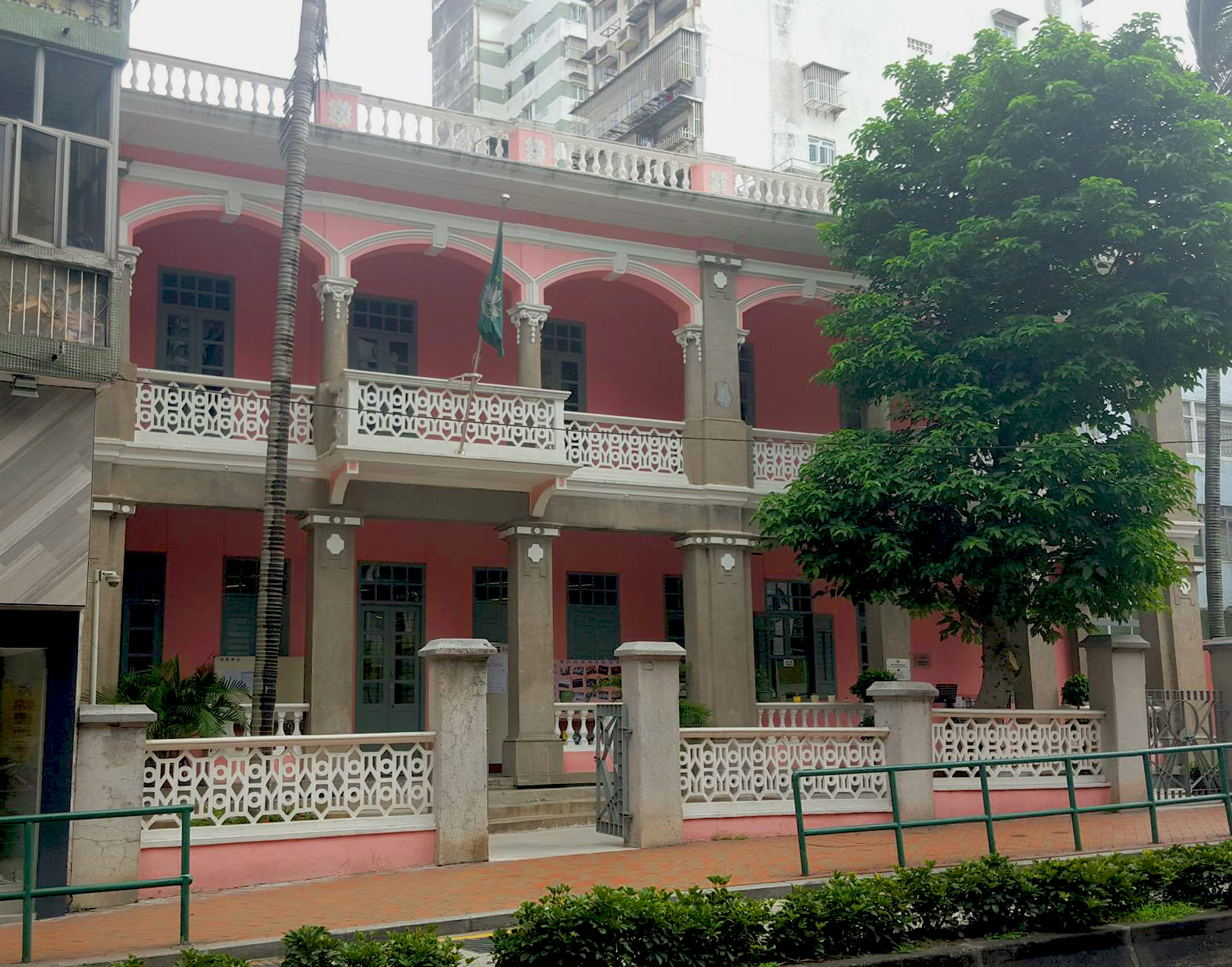
高士德總部

澳門演藝學院（葡萄牙語：Conservatório de Macau）是澳門唯一一所正規的表演藝術人才培訓機構，學院於1989年成立，從屬於澳門特別行政區政府文化局，設有舞蹈學校、音樂學校和戲劇學校，位於高士德大馬路14-16號。
學院內設有舞蹈學校、音樂學校和戲劇學校，是一所正規培訓表演藝術人才的公立機構。以“敬藝、尚美、博雅、精進”為院訓，以“專業與普及並重，藝術與生活共融”為宗旨，實行專業和普及藝術教育雙軌並行。透過開辦系統性、規範性以及持續性的舞蹈、音樂和戲劇的藝術教育課程，提升澳門市民的人文質素；通過設置舞蹈、音樂中學教育課程，為澳門培養知識型、創造型的演藝專才。現時專業教師人數近百名，學生人數逾千名。

## 評價
澳門演藝學院是澳門專業規範的藝術院校，多年來為澳門培養了不少演藝人才。畢業生在音樂、舞蹈、戲劇界都成為了業界的中堅力量，體現了政府在本地表演藝術教育的重視。

## 學系

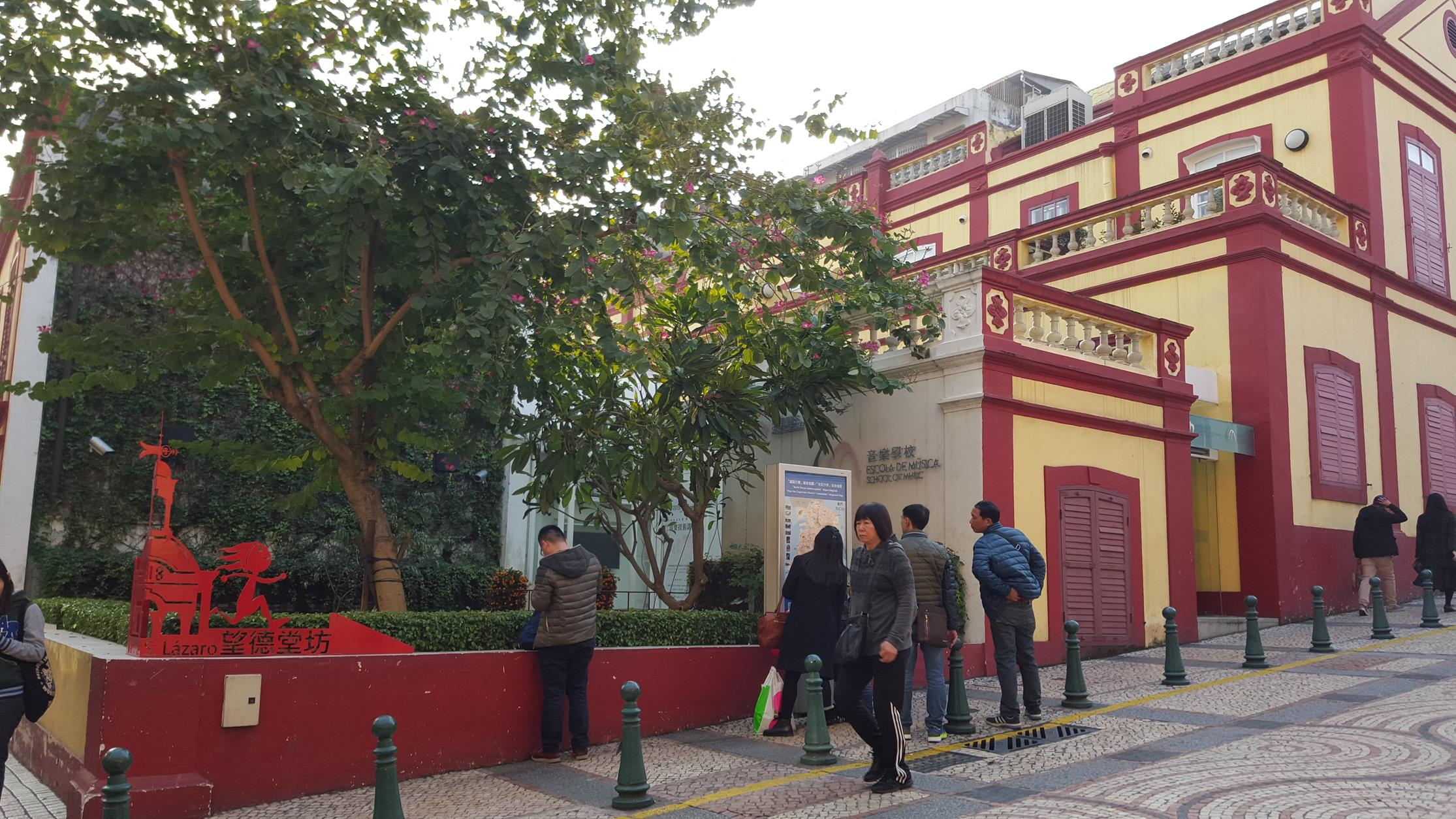
音樂學校

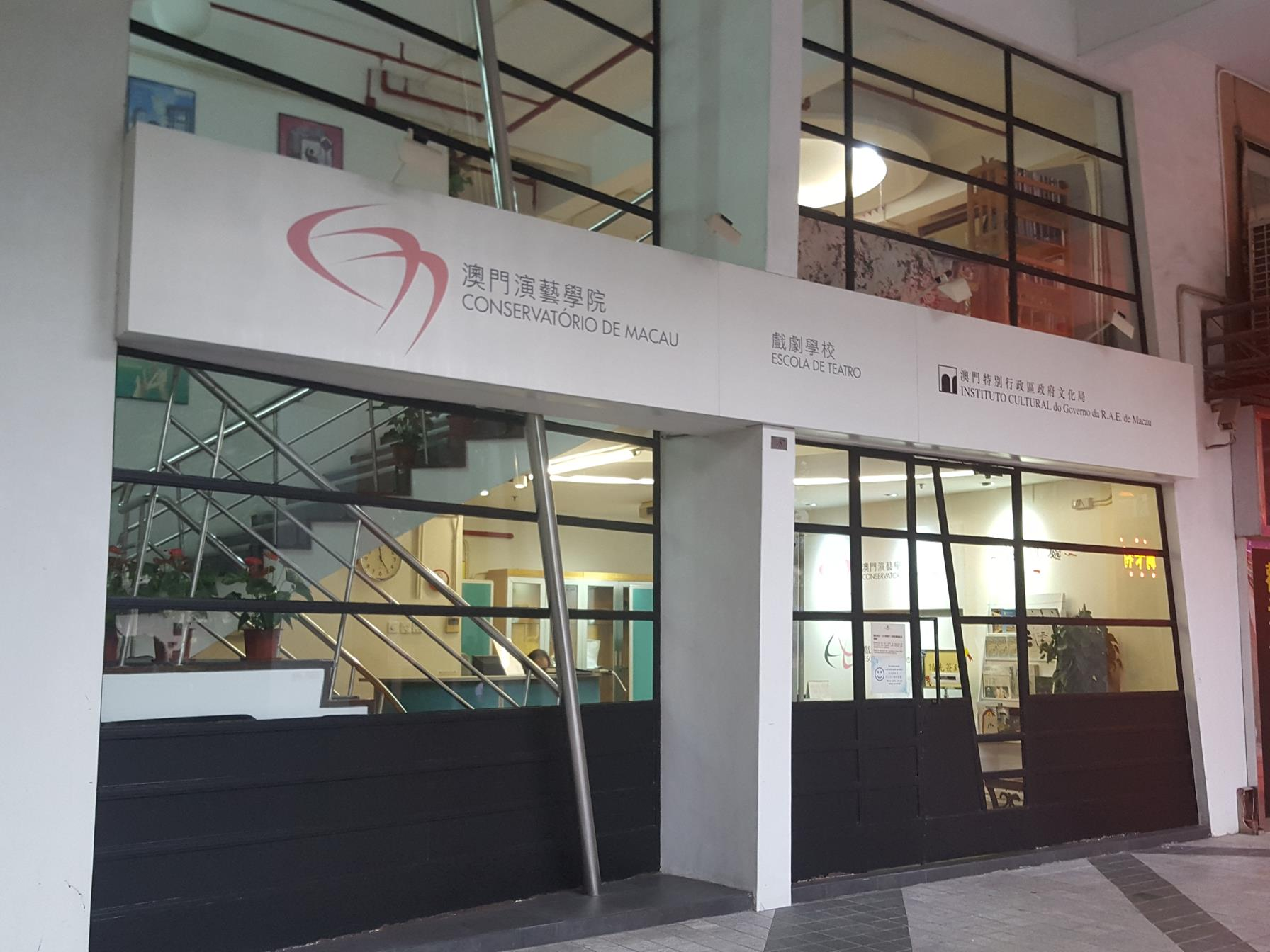
戲劇學校

### 音樂學校
音樂學校為澳門規模最大、學科最齊、專業教師和學生最多的音樂教育機構。學校向學生提供系統性及規範性的音樂基礎教育。2009年起與北京中央音樂學院附中聯合辦學，現有專業教師70多位，學生700餘名。課程分中樂和西樂兩類，設有必修和副修科目。

### 舞蹈學校
舞蹈學校位於宋玉生廣場獲多利中心三樓，是澳門唯一一所獲政府批准，提供職業藝術教育的正規藝術學校。學校更與上海市舞蹈學校聯合舉辦了“舞蹈技術課程”的專才教育課程，為學生提供全面系統的專業舞蹈訓練及具同等學歷的初中、高中文化課程。全校在讀學生共有900多人，分為不同科目、不同程度共60多個班。

### 戲劇學校
戲劇學校乃澳門目前唯一一所設有基礎舞台表演藝術培訓的專門學校，以系統性及規範性之長期訓練方式，提供各類戲劇課程。戲劇學校致力於發掘和培養本澳的戲劇演藝人才，同時亦向市民進行普及藝術教育。

## 設備
學院轄下的三間學校，根據各自專業的相關標準，逐步地完善了課室、多功能室、表演廳、禮堂、圖書室、音像資料室等設備。

## 連接
- 官方网站
- 澳門演藝學院戲劇學校的Facebook專頁
- 澳門演藝學院音樂學校的Facebook專頁
- 澳門演藝學院舞蹈學校的Facebook專頁
- 澳門演藝學院舞蹈學校的Instagram帳戶
- 澳門演藝學院音樂學校的Instagram帳戶
- 澳門演藝學院戲劇學校的Instagram帳戶